# STS-120
La STS-120 è una missione spaziale del Programma Space Shuttle decollata il 23 ottobre 2007, la 23ª missione verso la Stazione Spaziale Internazionale e il volo di assemblaggio 10A. La missione originariamente doveva essere effettuata con lo Space Shuttle Atlantis, ma i ritardi della sua precedente missione (la STS-117) hanno costretto a cambiare navetta con Space Shuttle Discovery.

## Scopi
La STS-120 ha installato un nodo di scambio (denominato Harmony) costruito dall'italiana Alenia Spazio. Questo nodo è un modulo abitativo che si va ad aggiungere a quelli precedentemente installati. Questa missione ha visto il ritorno sulla Stazione spaziale internazionale (ISS) di un astronauta italiano, lo specialista di missione Paolo Nespoli.

## Equipaggio
| Ruolo                   | Equipaggio                          | Equipaggio                          |
| ----------------------- | ----------------------------------- | ----------------------------------- |
| Comandante              | Pamela Melroy, NASA Terzo volo      | Pamela Melroy, NASA Terzo volo      |
| Pilota                  | George Zamka, NASA Primo volo       | George Zamka, NASA Primo volo       |
| Specialista di missione | Stephanie Wilson, NASA Secondo volo | Stephanie Wilson, NASA Secondo volo |
| Specialista di missione | Scott Parazynski, NASA Quinto volo  | Scott Parazynski, NASA Quinto volo  |
| Specialista di missione | Doug Wheelock, NASA Primo volo      | Doug Wheelock, NASA Primo volo      |
| Specialista di missione | Paolo Nespoli, ESA Primo volo       | Paolo Nespoli, ESA Primo volo       |

Equipaggio ISS Expedition 16 in partenza
- Daniel Tani (2) - ISS Ingegnere di volo - NASA

Equipaggio ISS Expedition 16 in ritorno
- Clayton Anderson (1) - ISS Ingegnere di volo - NASA

Tra parentesi il numero di voli spaziali completati da ogni membro dell'equipaggio, più questa missione.

## Statistiche della missione
- 151ª missione umana Americana nello spazio
- 120ª missione Shuttle
- 95ª missione dopo il disastro del Challenger
- 7ª missione dopo il disastro del Columbia
- 34ª missione del Discovery
- 23ª missione di assemblaggio della ISS

## Stemma
Nello stemma della missione è raffigurato lo Shuttle con le linee della scia e il nastro oro che rappresentano il simbolo del Astronaut Office; il nastro d'oro crea nel suo disegno il numero 6 che rappresenta il numero dei componenti dell'equipaggio primario della missione; sempre il nastro indica il percorso che seguirà lo Shuttle, dalla Terra alla ISS che è rappresentata da una grande stella bianca la quale sarà ancora più luminosa dopo il riposizionamento del P6; il contorno rosso e oro della stella bianca indicano il riposizionamento da parte dell'equipaggio del P6; sullo sfondo è visibile la costellazione di Orione che sta sorgendo sopra l'orizzonte, insieme alla Luna e a Marte come auspicio per la futura generazione di veicoli spaziali.

## Missione

### Carico della missione

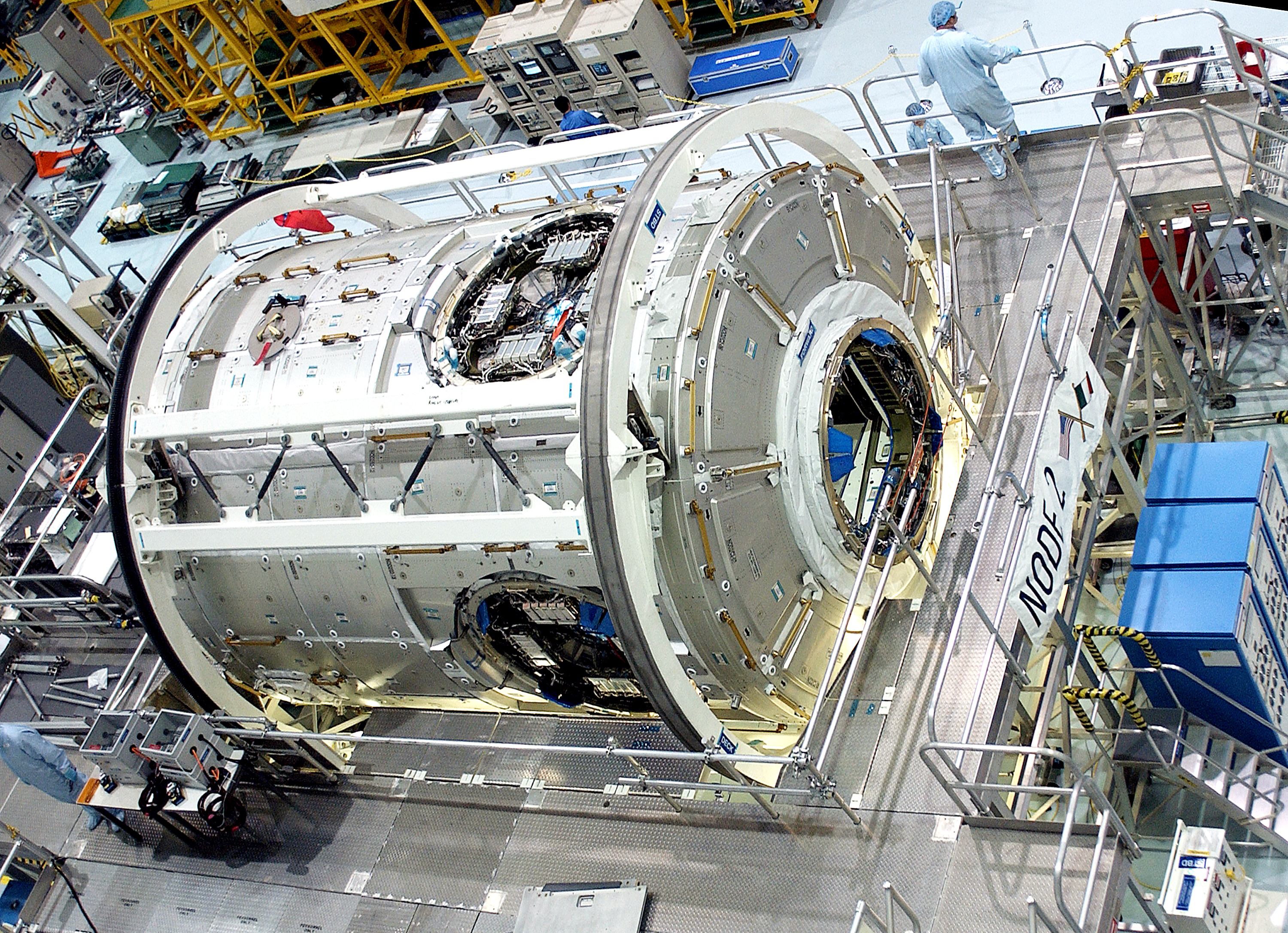
Modulo Harmony (NASA)

Durante la missione, sono stati spostati i pannelli solari P6 dal segmento Z1 situato sopra il modulo Unity alla loro posizione definitiva.

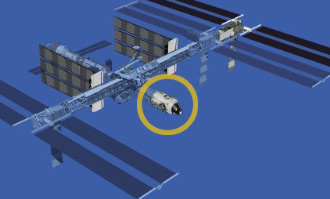
Illustrazione della stazione spaziale dopo la missione, dove è stato evidenziato il nodo Harmony.

Il carico 10A dedicato alla Stazione spaziale internazionale era costituito dal modulo Harmony (detto anche Node 2), un Power and Data Grapple Fixture per il braccio robotico della stazione e uno Shuttle Power Distribution Unit. Harmony è il primo modulo abitabile pressurizzato inviato sulla stazione dal giugno 2001, quando venne installato il Joint Airlock.
Con la connessione del secondo modulo alla ISS, potranno essere connessi successivamente il modulo Columbus europeo e il modulo Kibō giapponese, che useranno i portelli di Harmony. Verranno inseriti tra il portello anteriore del modulo Destiny e il Pressurized Mating Adapter (PMA-2). Quest'ultimo sarà utilizzato dallo Shuttle durante la missione per l'attracco. Per questo motivo, l'installazione del modulo Harmony è stata effettuata in due fasi. Inizialmente è stato installato sul modulo Unity e dopo lo sganciamento dello Shuttle, il braccio robotico della stazione ha staccato il PMA-2 dal laboratorio Destiny e lo ha spostato nella porta anteriore di Harmony. Successivamente il braccio robotico ha spostato il modulo Harmony dalla sua posizione iniziale verso la sua destinazione finale sulla porta posteriore di Destiny.

### MissioneEsperia
Paolo Nespoli, oltre alla partecipazione all'assemblaggio della stazione spaziale, ha condotto ricerche scientifiche che fanno parte della missione ESA Esperia.
Tra i numerosi esperimenti che sono stati effettuati sono presenti i progetti Chromosome-2 e Neocytolysis sponsorizzati dall'ESA, mentre HPA, FRTL-5 e SPORE dall'Agenzia Spaziale Italiana. Mentre gli ultimi due sono esperimenti nel campo della biologia, gli altri tre sono dedicati alla fisiologia umana.

### Prelancio

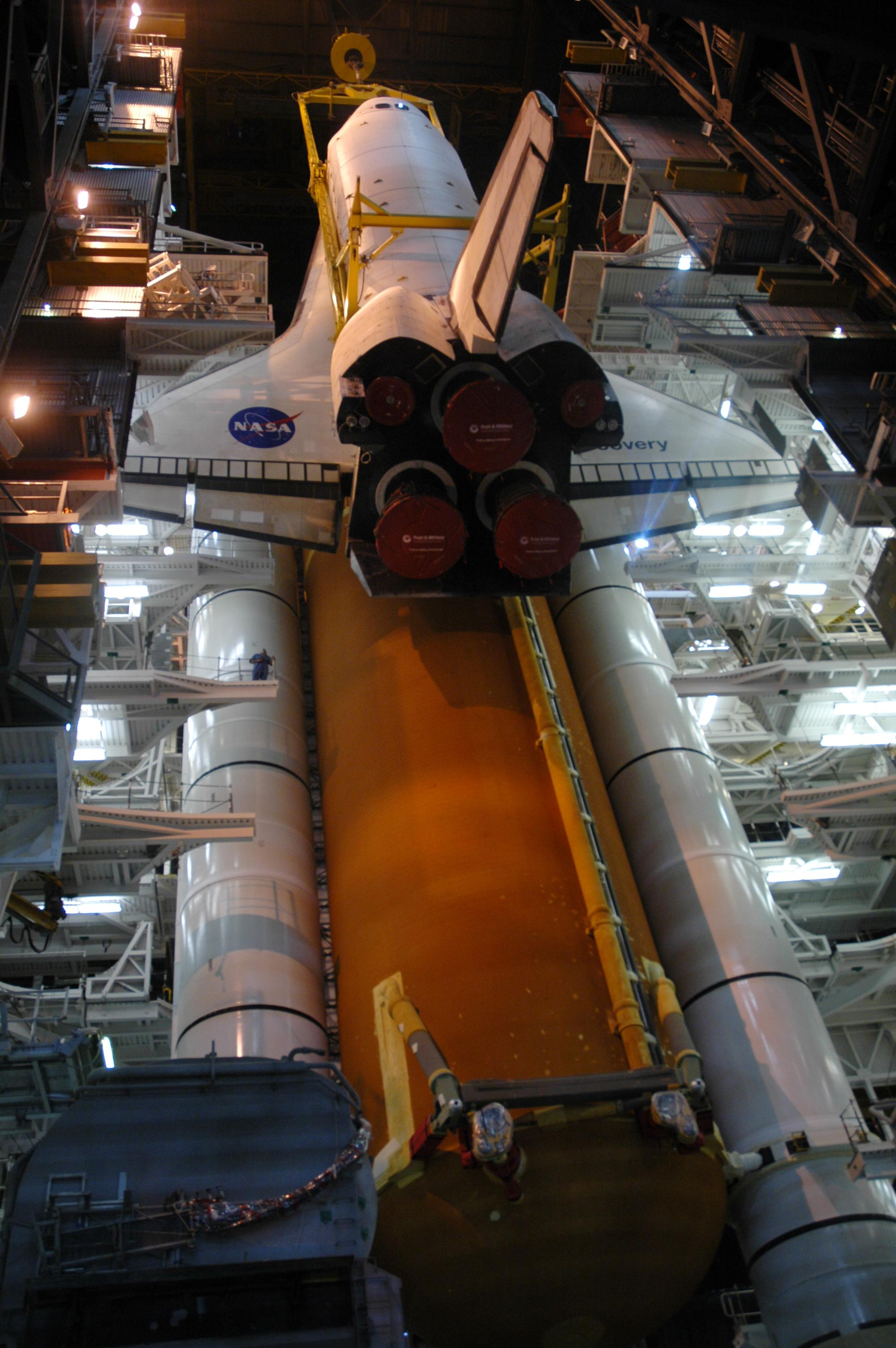
Il serbatoio esterno del Discovery mentre viene collegato ai Solid Rocket Boosters

La missione era prevista inizialmente per il 26 agosto 2007, successivamente rimandata al 7 settembre, ed infine al 23 ottobre. Dopo la STS-118, la NASA ha deciso di effettuare delle modifiche al serbatoio esterno usato nella missione STS-120 e di cambiare i bracci di alimentazione dell'ossigeno per ridurre le perdite di rivestimento che sono state notate fino dalla missione STS-114 che ha segnato il ritorno al volo degli Space Shuttle. Durante il lancio della missione STS-118 un frammento di rivestimento ha colpito la parte inferiore dell'orbiter nell'agosto 2007.

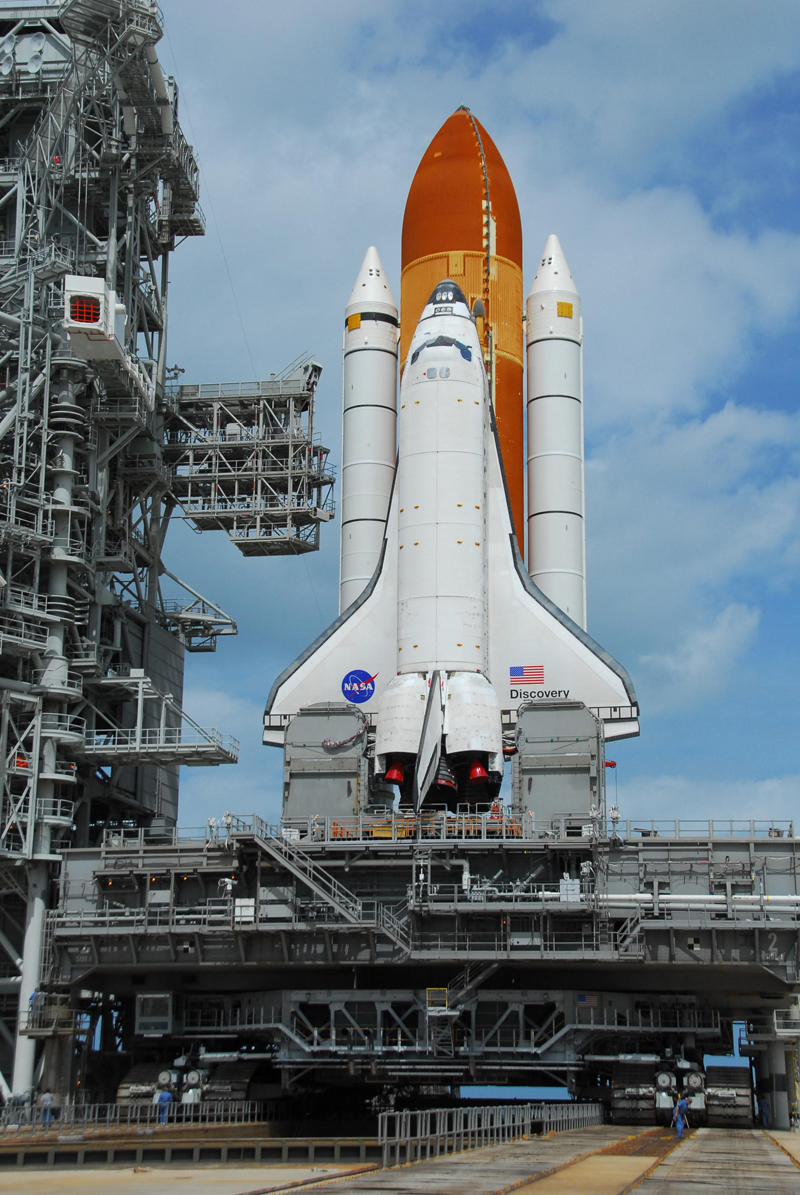
Discovery sul pad 39A il 30 settembre 2007

Nella settimana del 17 settembre il rollout del Discovery sulla piattaforma di lancio è stato rinviato di qualche giorno a causa della perdita di fluido idraulico del supporto destro del carrello di atterraggio. La riparazione è stata completata il 19 settembre.
Alla luce dei problemi dell'Endeavour, potrebbe essere aggiunta una quinta passeggiata spaziale per effettuare i test di uno strumento per la riparazione dello scudo termico. La tecnica di riparazione era stata inizialmente programmata per il 2008, ma dopo la missione STS-118 si è deciso di anticipare i tempi. Lo strumento, detto Thermal Protection System Repair Ablator Dispenser (T-RAD) non è stato mai usato nello spazio, quindi la passeggiata spaziale permetterà di valutare la sua efficacia in ambienti a bassa gravità.
Il 9 ottobre 2007 il NASA Engineering and Safety Center, un team indipendente costituito dopo l'incidente del Columbia nel 2003, ha consigliato la sostituzione di tre mattonelle rinforzate carbonio-carbonio situate nel bordo anteriore dell'ala a causa della perdita di piccole quantità di rivestimento protettivo.
Il problema dell'ossidazione delle mattonelle è stato analizzato per diversi mesi con metodi specifici di test, tra i quali la termografia. Questi studi hanno mostrato che le mattonelle non si sono deteriorate durante gli ultimi due voli del Discovery, e ad agosto gli ingegneri dell'orbiter hanno concluso che lo Shuttle può essere lanciato in sicurezza senza ulteriori riparazioni.
Il 16 ottobre i responsabili NASA hanno completato il Flight Readiness Review e hanno tenuto una conferenza stampa per annunciare il programma della missione. Il problema delle mattonelle RCC è stato considerato poco significativo, poiché gli studi hanno comparato i dati termografici dell'Endeavour con quelli del Discovery, ma i due veicoli hanno poco in comune nel loro passato. Le ricerche hanno dimostrato che non esistono differenze significative nelle mattonelle prima della missione STS-114 e quelle odierne, quindi non è presente deterioramento.
La NASA ha annunciato nella sua pagina web dedicata allo Shuttle che "il programma Space Shuttle ha determinato che gli astronauti del Discovery possono affrontare la loro missione in sicurezza senza dover sostituire le mattonelle"

## Cronologia

### Martedì 23 ottobre (1º giorno, lancio)

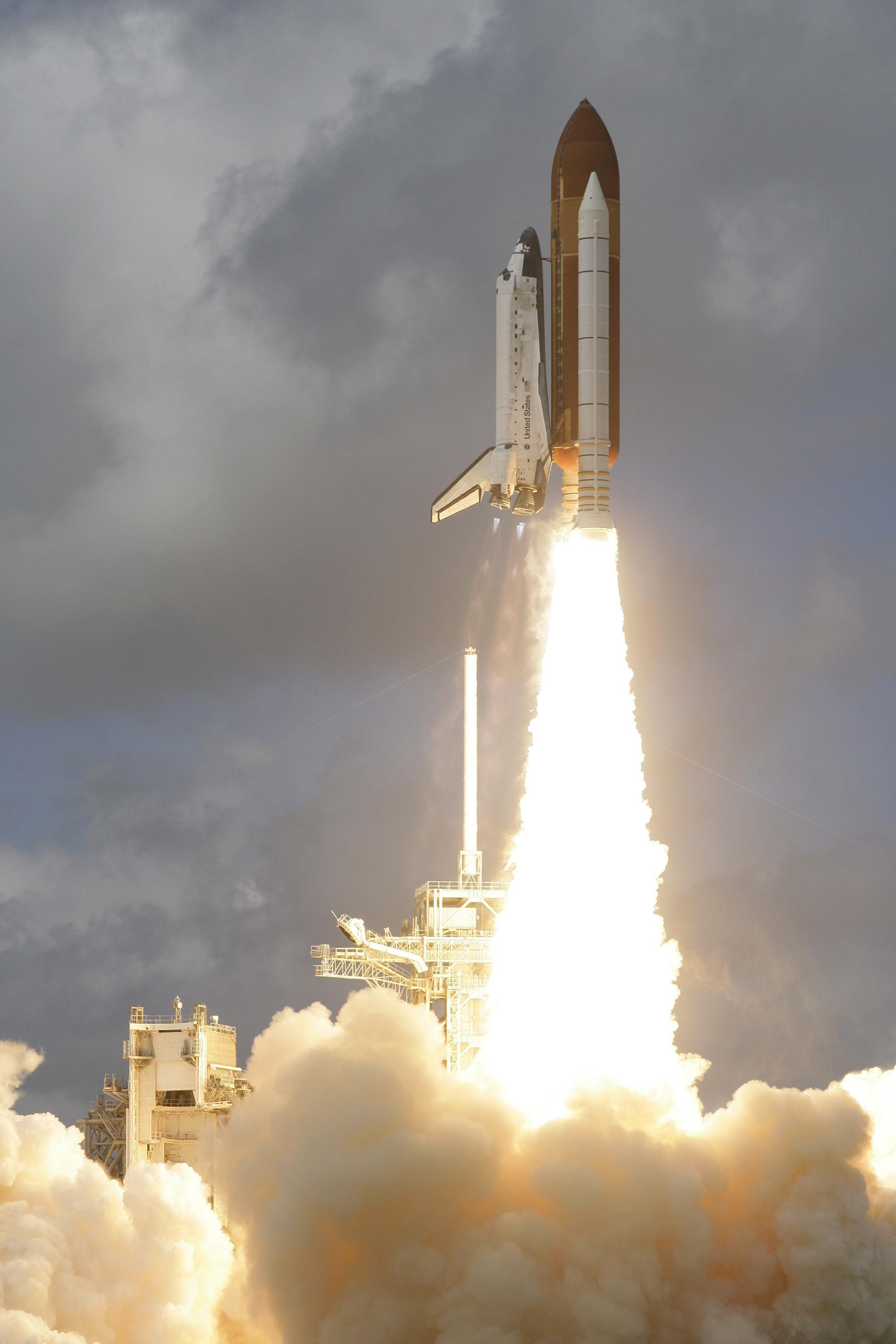
Lancio del Discovery

Alle 11:38 EDT, (15:38 UTC, 17:38 italiane), lo Space Shuttle Discovery è decollato regolarmente, sebbene le previsioni meteorologiche indicavano il 60% di incontrare condizioni negative per il lancio. Negli ultimi minuti prima del lancio è stato avvistato un frammento di ghiaccio nelle connessioni tra l'orbiter e il serbatoio esterno. I controllori di volo lo hanno considerato tuttavia troppo piccolo per essere un problema e il conto alla rovescia è proseguito senza interruzioni.
I responsabili NASA hanno notato qualche "evento" avvenuto durante il decollo riguardante dei detriti, ma sono avvenuti dopo il punto di massima pressione aerodinamica e non sono stati considerati pericolosi.

### Mercoledì 24 ottobre (2º giorno)
L'equipaggio ha trascorso il loro primo vero giorno nello spazio usando il Canadarm e l'Orbiter Boom Sensor System. Sono state ispezionate le tute spaziali (Extravehicular Mobility Unit) che saranno utilizzati per le attività extraveicolare e sono iniziati i preparativi per l'aggancio alla stazione spaziale di giovedì. Il vice Shuttle Program Manager (a capo del Mission Management Team) John Shannon ha rilevato durante il briefing che i dati preliminari non mostrano elementi di preoccupazione e le immagini del decollo non mostrano perdite significative di materiali prima della separazione dei razzi a combustibile solido.
Shannon ha aggiunto che è stata avvistata una scia di vapore proveniente dal serbatoio esterno presente per diversi secondi durante il lancio, ma un tale fenomeno era stato già notato durante le missioni STS-114 e STS-121. A causa dell'angolo di incidenza della luce solare, l'effetto ottico del vapore appare rilevante, ma in realtà è stato considerato come una "condizione prevista" e non preoccupante.

### Giovedì 25 ottobre (3º giorno)

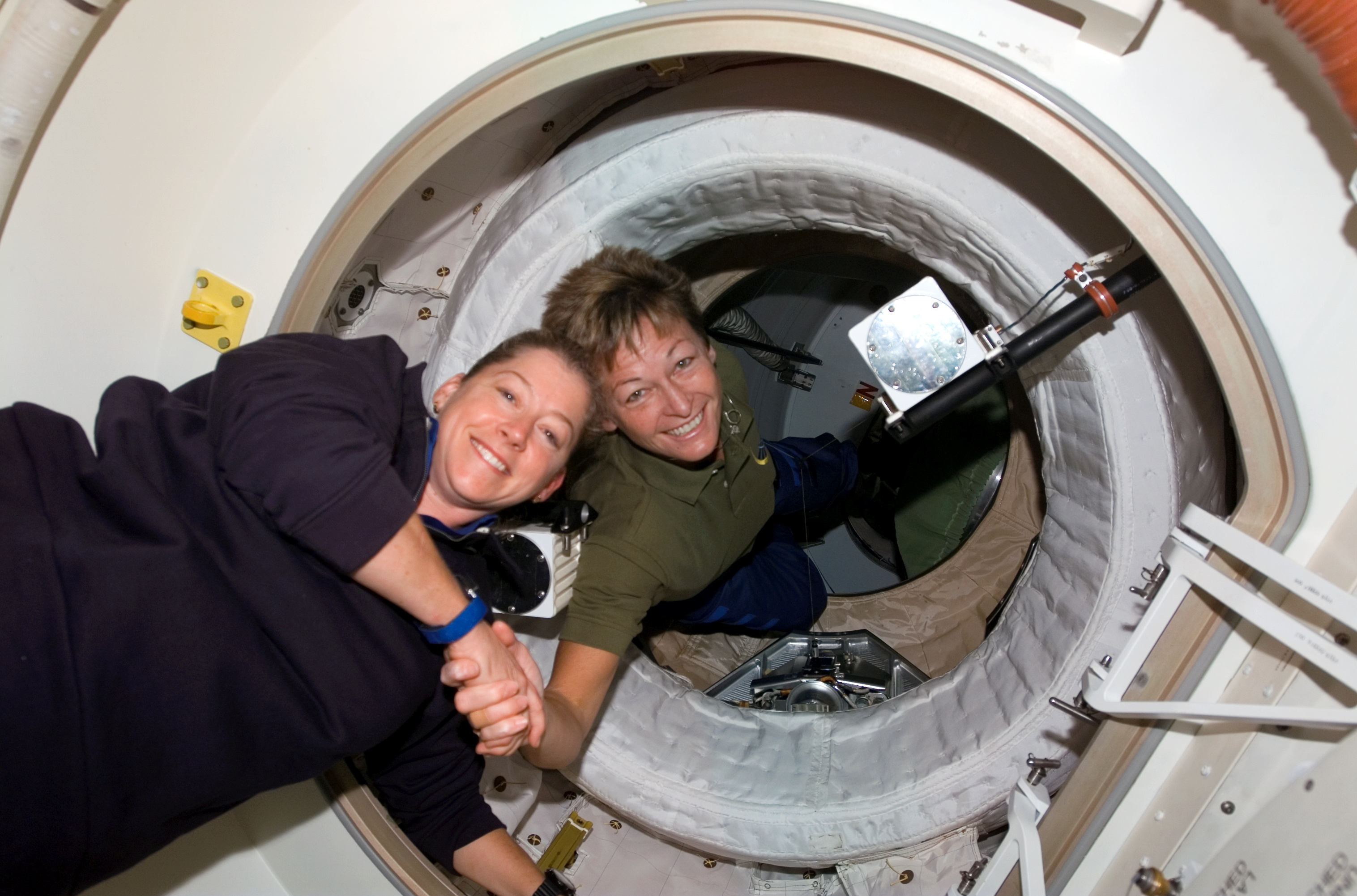
Il comandante della Expedition 16 Whitson (a destra), accoglie il comandante del Discovery Melroy dopo aver aperto il portello tra lo Shuttle e la stazione.

L'equipaggio ha effettuato la Rendezvous pitch maneuver alle 11:34 UTC, e il Discovery ha attraccato alla stazione spaziale alle 12:40 UTC. Dopo l'incontro tra i due equipaggi, è terminata ufficialmente la partecipazione di Anderson alla Expedition 16 ed è iniziata quella di Tani. Prima del riposo, gli astronauti hanno ricevuto le analisi preliminari delle immagini riprese durante la rendevous pitch maneuver e sono stati informati che non sarà necessaria l'ispezione dello scudo termico del Discovery. Shannon ha infatti confermato che lo Shuttle è in ordine; il frammento di ghiaccio presente prima del lancio avrebbe sfiorato la parte inferiore dell'orbiter ma la zona di impatto è in buone condizioni e non sono presenti danni.

### Venerdì 26 ottobre (4º giorno)

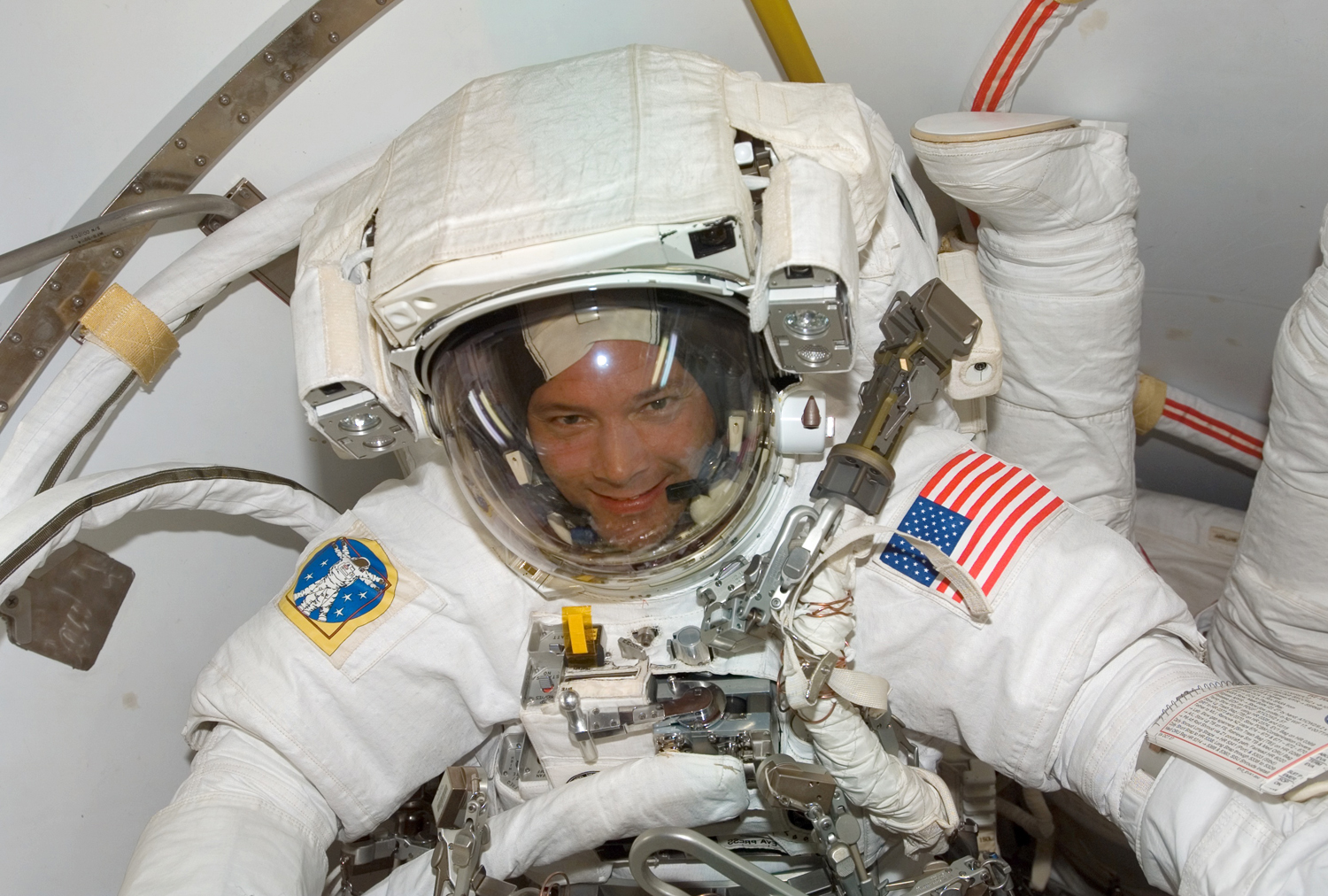
Wheelock si prepara per la prima passeggiata spaziale. Dietro di lui è presente a testa in giù il suo collega Parazynski.

Gli equipaggi hanno iniziato la giornata con i preparativi per la prima passeggiata spaziale, che è iniziata alle 10:02 UTC ed è terminata alle 16:16. Parazynski e Wheelock hanno completato tutte le attività previste con successo, tra cui la preparazione del modulo Harmony per la rimozione dalla stiva di carico, mentre Wilson, Tani e Anderson controllavano il braccio robotico della stazione spaziale per spostare il modulo e agganciarlo alla parte sinistra del modulo Unity.. Questa espansione della stazione aumenta il volume abitabile interno di 75 m³. Nespoli ha coordinato le attività della passeggiata spaziale.
Tra le altre attività, Wheelock ha manualmente rimosso un'antenna in banda S malfunzionante per riportarla a terra con lo Shuttle e assieme a Parazynski ha lavorato sul segmento Z1 per preparare lo spostamento di un gruppo di pannelli solari.
Shannon ha annunciato che i responsabili hanno deciso di aggiungere alla seconda passeggiata spaziale il compito di ispezionare visualmente il Solar Alpha Rotary Joint (SARJ), che ha presentato alcune vibrazioni nello scorso mese e mezzo. Anche se la frizione non è costante o intensa, è stato indicato a Parazynski e a Tani di rimuovere le coperture isolanti per fotografare i perni.

### Sabato 27 ottobre (5º giorno)
I due equipaggi hanno preparato il modulo Harmony per potervi entrare nella mattinata, collegando i cavi per i dati e l'alimentazione. Il portello è stato aperto alle 12:24 UTC. I primi ad entrare sono stati Whitson e Nespoli che, indossando delle maschere, hanno installato un condotto per permettere la circolazione dell'aria attraverso i filtri della stazione. Finché l'aria non fosse stata completamente scambiata è stato limitato l'accesso al modulo ad un ristretto numero di astronauti alla volta e per un periodo non prolungato. Dopo il funzionamento del sistema di ventilazione di diverse ore i due equipaggi hanno partecipato a varie conferenze stampa dall'interno del modulo Harmony.

### Domenica 28 ottobre (6º giorno)
I due equipaggi si sono svegliati alle 05:08 UTC e hanno iniziato i preparativi per la seconda passeggiata spaziale, che è iniziata alle 09:32. Parazynski e Tani hanno iniziato rimuovendo le connessioni tra il segmenti Z1 e P6, in modo che Wilson e Wheelock hanno potuto usare il braccio robotico per muovere il segmento e spostarlo temporaneamente in un'altra posizione. Mentre Parazynski ha installato dei corrimano sul modulo Harmony, Tani ha ispezionato alcuni corrimano, in modo da individuare eventualmente le cause del problema al guanto di Richard Mastracchio durante la missione STS-118. Tani non ha tuttavia rilevato alcun bordo tagliente e successivamente si è spostato sul Solar Alpha Rotary Joint dove ha effettuato alcune ispezioni. I responsabili NASA hanno deciso di aggiungere nella passeggiata spaziale di martedì ulteriori ispezioni, anche fotografiche, del lato sinistro del Solar Alpha Rotary Joint.

### Lunedì 29 ottobre (7º giorno)
Nella mattina gli astronauti hanno spostato il segmento P6 dalla sua posizione temporanea sul braccio robotico della stazione spaziale agganciandolo al braccio robotico dello Shuttle. Nella passeggiata spaziale di martedì il segmento verrà spostato nella sua nuova posizione vicino al segmento P5. Nel frattempo si stanno determinando le cause dei problemi al SARJ. Per questo motivo il Mission Management Team ha deciso di inserire un giorno aggiuntivo di permanenza sulla stazione, tra i giorni 11 e 12; il Discovery si sgancierà quindi dalla stazione il giorno 5 novembre e atterrerà il 7 novembre. Sono anche stati modificati gli obiettivi della quarta passeggiata spaziale: invece del test degli strumenti per la riparazione dello scudo termico, verranno effettuate ispezioni accurate del Solar Array Rotary Joint.

### Martedì 30 ottobre (8º giorno)

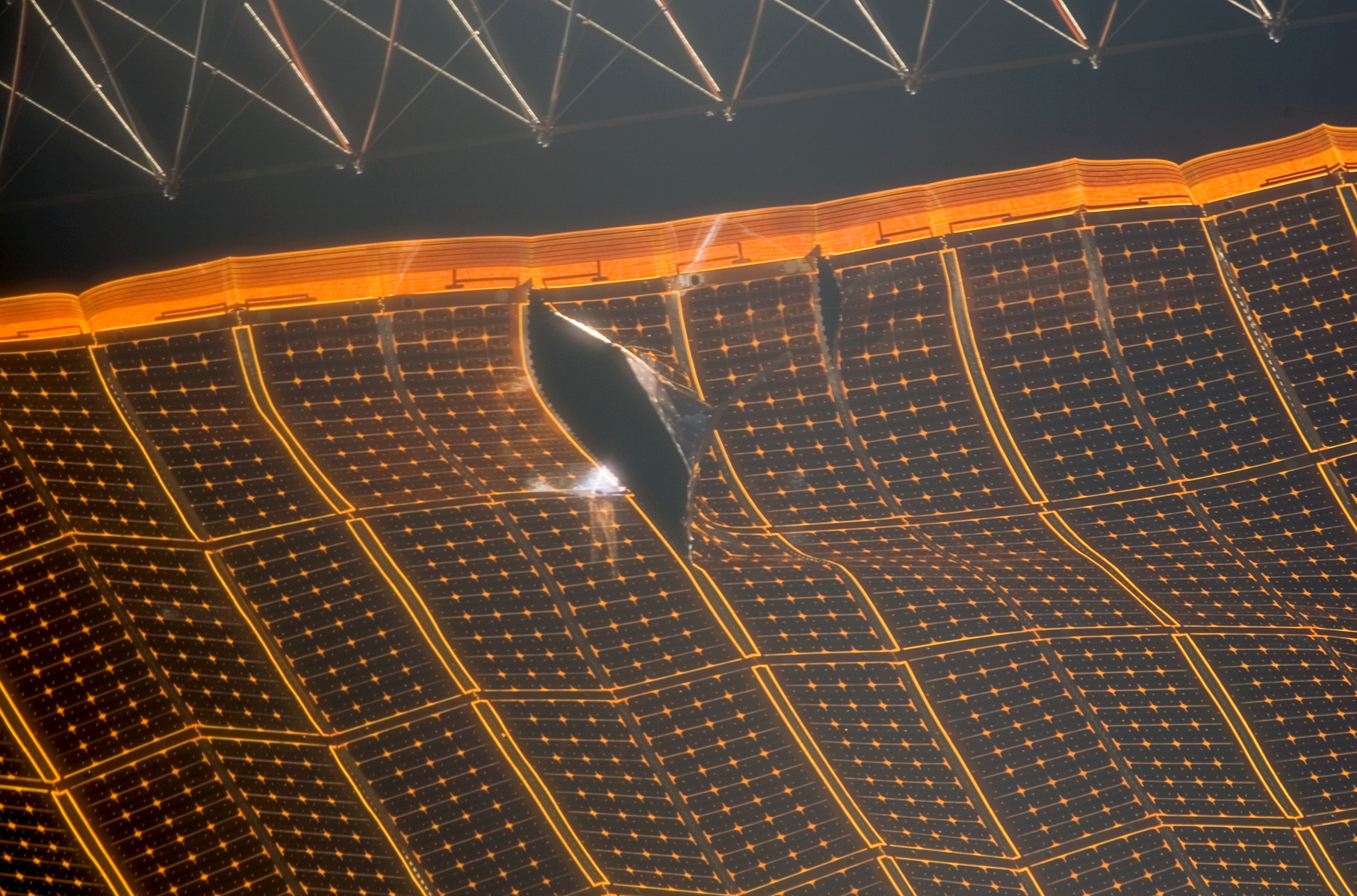
Immagine ripresa da una camera della ISS, che mostra un possibile strappo nel pannello solare 4B

I due equipaggi hanno trascorso la mattina preparando la terza passeggiata spaziale, che è iniziata alle 08:45 UTC. È stata completata l'installazione dei pannelli solari del segmento P6 su segmento P5. La passeggiata è stata completata alle 15:53 UTC e subito dopo è iniziato il processo di dispiegamento dei pannelli. Il primo gruppo di pannelli solari, il 2B è stato dispiegato senza problemi mentre durante il dispiegamento del gruppo 4B l'equipaggio ha notato delle anomalie. Le prime immagini riprese dall'equipaggio e dalle camere della stazione hanno mostrato quello che appare come uno strappo in una piccola porzione del pannello. Durante il briefing, il Program Manager della stazione spaziale Mike Suffredini ha affermato che l'equipaggio ha ripreso delle immagini ad alta risoluzione del pannello solare, che verranno analizzate per determinare gli interventi da effettuare. Suffredini ha aggiunto che il pannello è stato dispiegato per il 90%, e in quella posizione sta generando il 97% della potenza prevista, leggermente meno delle sue prestazioni in posizione completamente dispiegata.

### Mercoledì 31 ottobre (9º giorno)

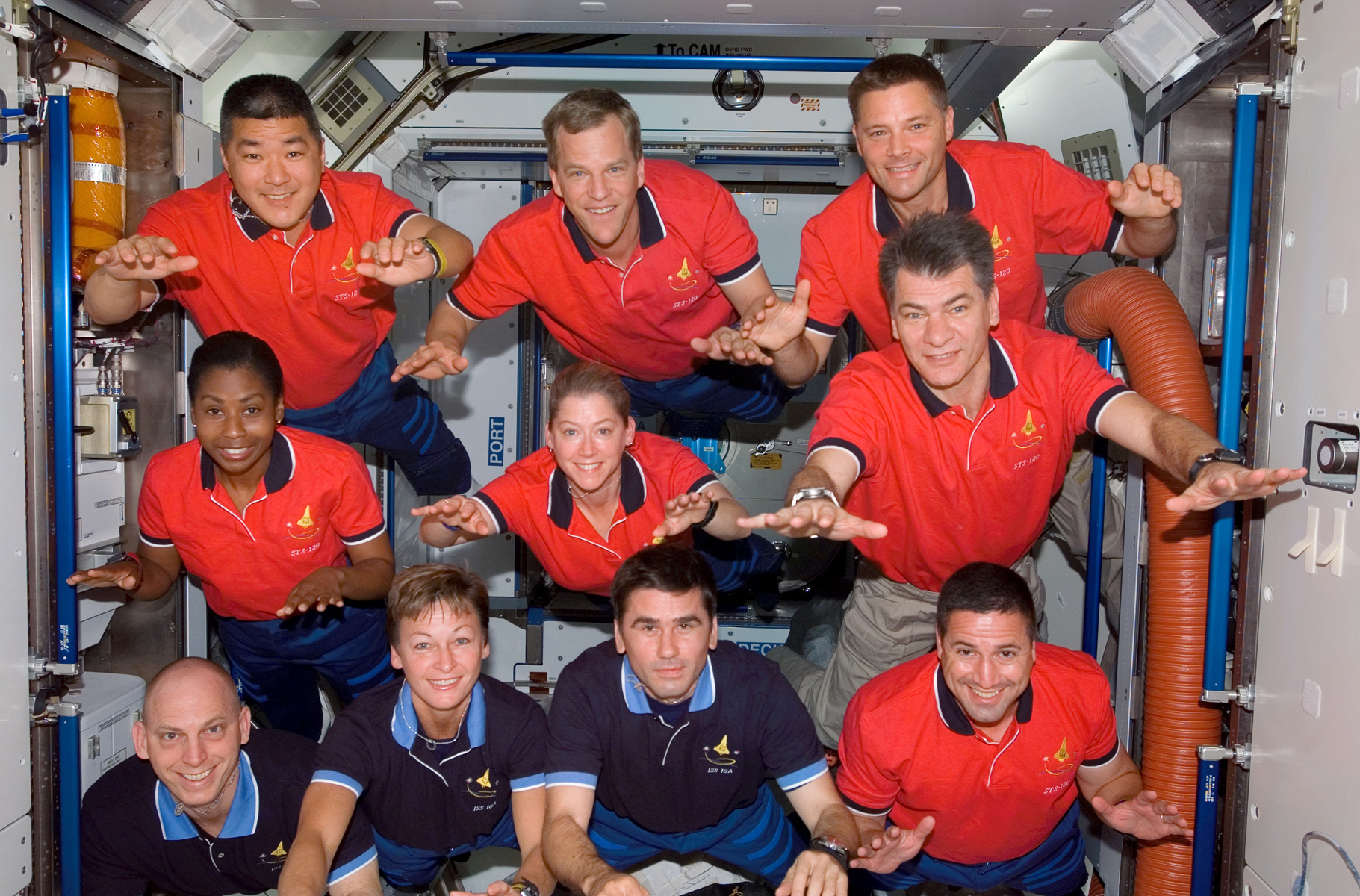
I due equipaggi partecipano a una conferenza e posano per una foto di gruppo

Gli astronauti hanno iniziato la giornata preparando la quarta passeggiata spaziale, installando lo Zero Gravity Stowage Rack nel modulo Harmony e lavorando su alcuni esperimenti scientifici. Nespoli e Melroy hanno ricevuto una chiamata dal presidente della Repubblica Italiana Giorgio Napolitano. "Siamo consapevoli di quello che rappresenta il contributo che lei dà per questa missione, così importante dal punto di vista scientifico e tecnologico, e siamo anche molto orgogliosi di come l'Italia vi partecipi attraverso lei stesso e attraverso l'industria e la ricerca spaziale italiane." ha affermato Napolitano. L'equipaggio al completo ha poi partecipato a conferenze delle agenzie di stampa statunitensi, europee e russe. Attorno alle 15:00 UTC il controllo missione ha annunciato che la passeggiata spaziale di giovedì sarebbe stata rimandata a venerdì o sabato, per riorganizzare le attività extraveicolari in modo da risolvere il problema dei pannelli solari.

### Giovedì 1º novembre (10º giorno)

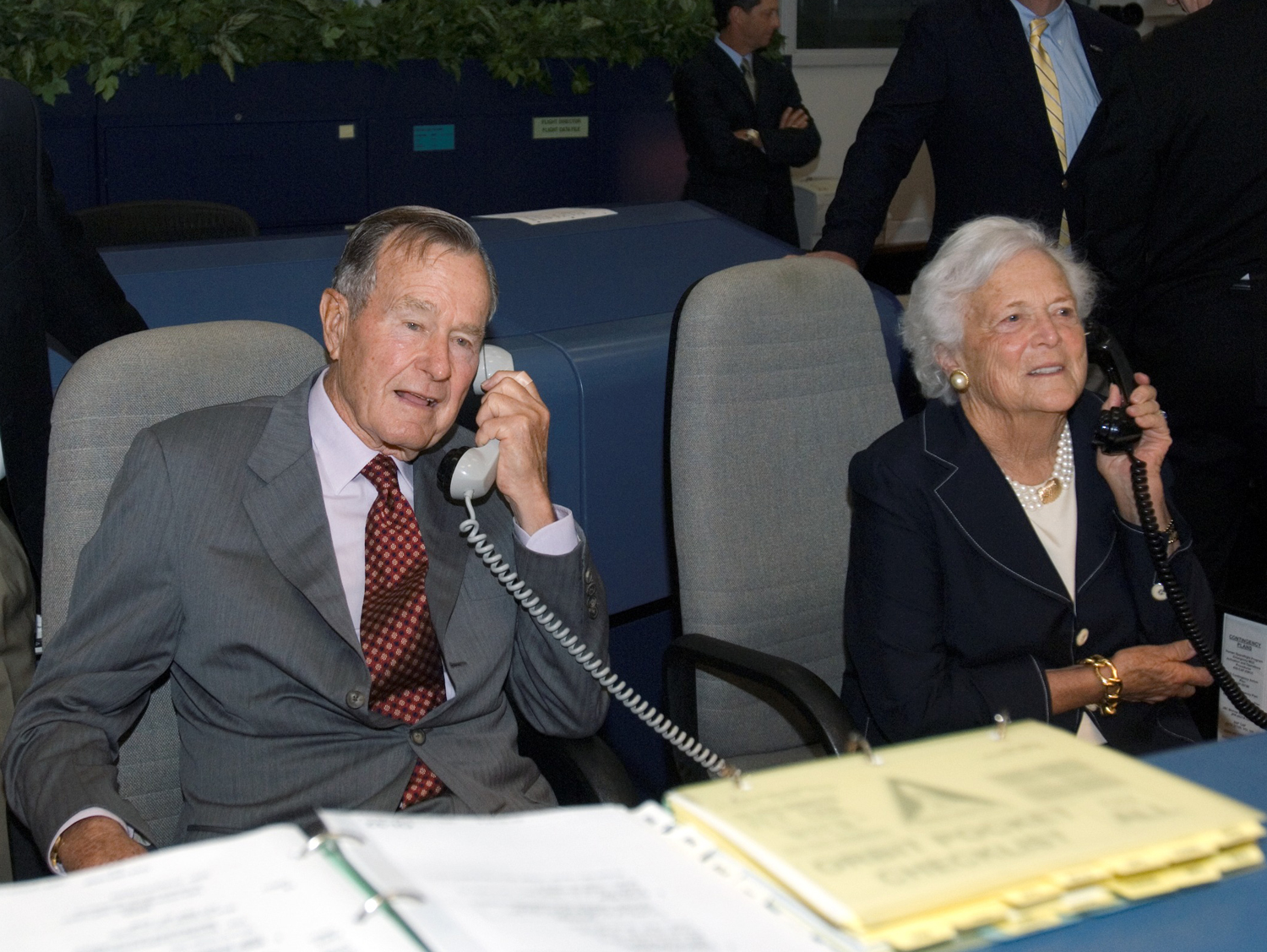
L'ex presidente George H. W. Bush e l'ex First Lady parlano con gli astronauti della missione STS-120 e dell'Expedition 16 durante una visita al centro controllo missione al Johnson Space Center di Houston

Poco dopo il risveglio, gli astronauti sono stati informati che i responsabili hanno deciso di prendersi un giorno in più per valutare e pianificare la quarta passeggiata spaziale. Inizialmente prevista per venerdì, è stata rimandata di un giorno per effettuare ulteriori analisi e organizzare gli strumenti e l'equipaggiamento necessario, oltre a ricontrollare e studiare le procedure. L'equipaggio si è raccolto nel modulo Harmony per parlare con l'ex presidente degli Stati Uniti George H. W. Bush e sua moglie Barbara che hanno visitato il Johnson Space Center.
Il resto della giornata è stata trascorsa per assemblare e configurare il nuovo equipaggiamento e gli strumenti che sono necessari per la riparazione del pannello solare. Le attività prevedono l'uso di uno strumento chiamato cufflink. Essendo il danno situato nelle vicinanze di un perno che sostiene il carico del pannello, il cufflink serve a diminuire la pressione dalla zona danneggiata trasferendo il carico dal perno allo strumento.
La pianificazione delle attività extraveicolari richiedono che il braccio robotico della stazione si agganci all'orbital inspection boom dello Shuttle per permettere a Parazynski di raggiungere il pannello solare restando agganciato a un'estremità del sistema. Wheelock avrà il compito di assistere il collega con il posizionamento. La quinta passeggiata spaziale pianificata durante la missione è stata rimandata e verrà effettuata dall'equipaggio della stazione dopo la ripartenza dello Shuttle.

### Venerdì 2 novembre (11º giorno)

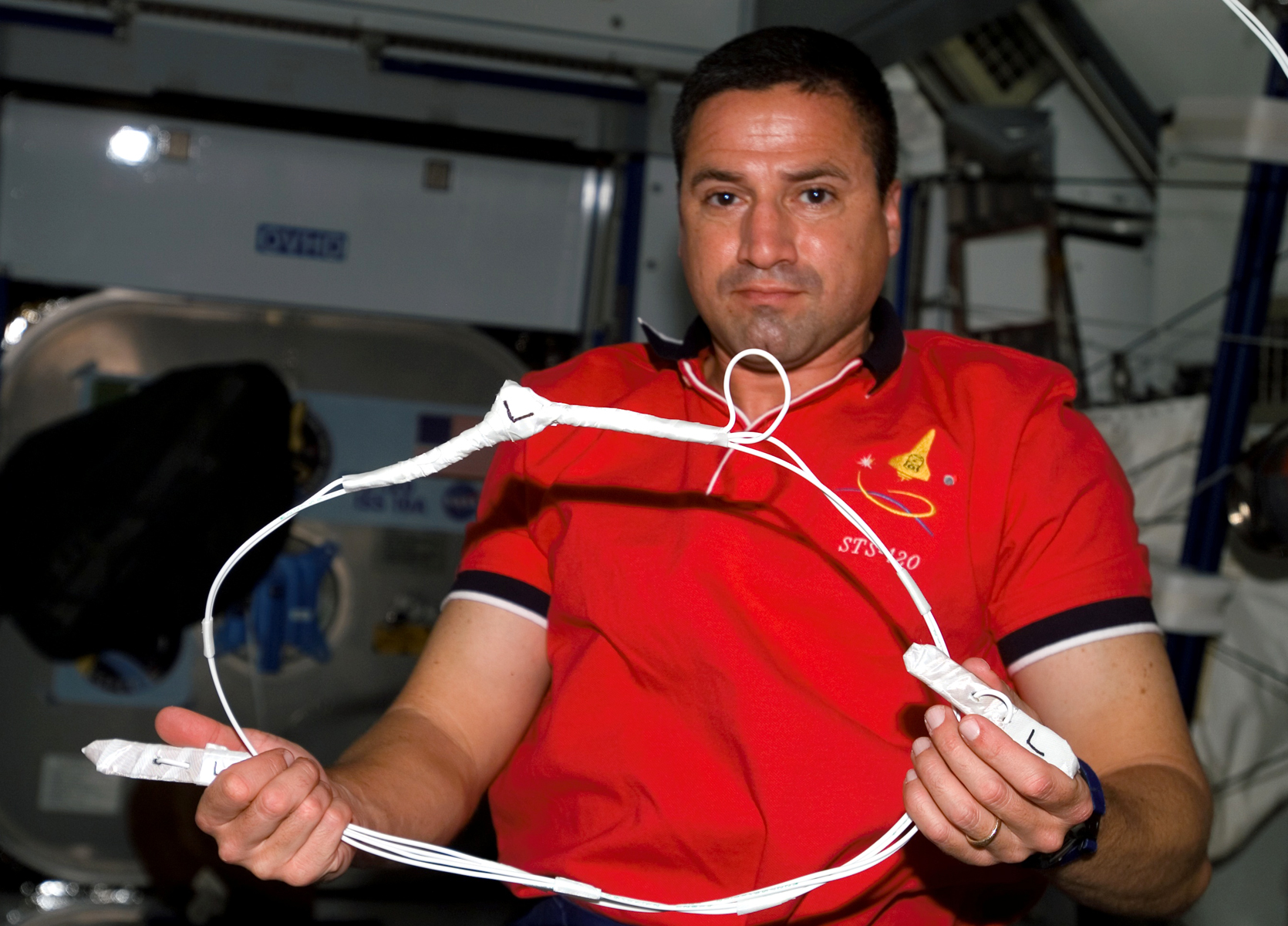
George Zamka tiene in mano un cufflink

Gli equipaggi hanno trascorso la giornata discutendo i nuovi piani per le attività extraveicolari con il personale di terra, ripassando le procedure e completando le configurazioni degli strumenti. È stato posizionato il mobile transporter della stazione e il braccio robotico all'estremità del segmento, in modo da poter raggiungere il pannello solare. Per la prima volta l'Orbiter Boom Sensor System viene usato per raggiungere una postazione di lavoro in un'attività extraveicolare, anche se questo utilizzo era stato testato durante la missione STS-121 per dimostrare le sue potenzialità come piattaforma di lavoro.

### Sabato 3 novembre (12º giorno)

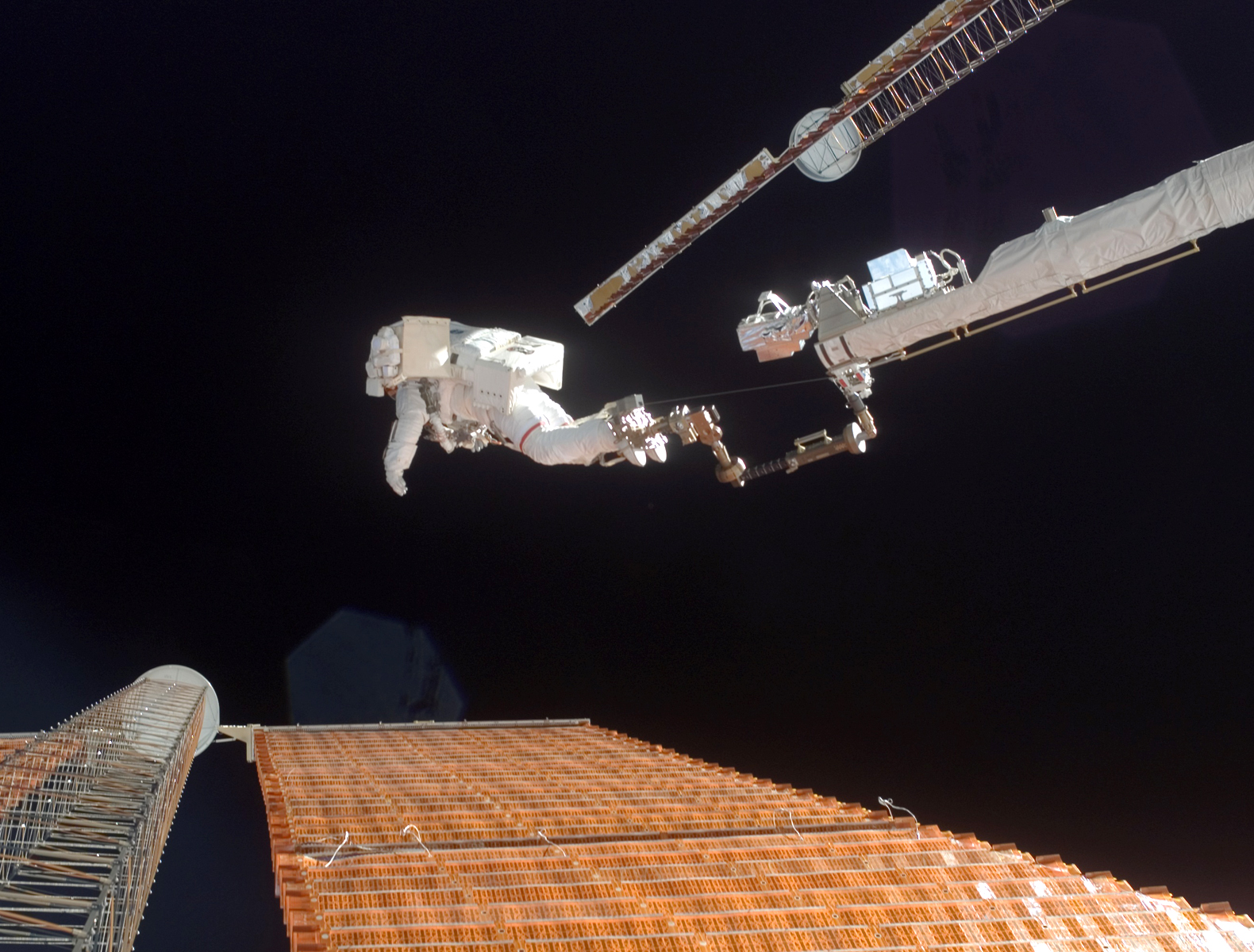
Scott Parazynski posizionato a un'estremità del OBSS

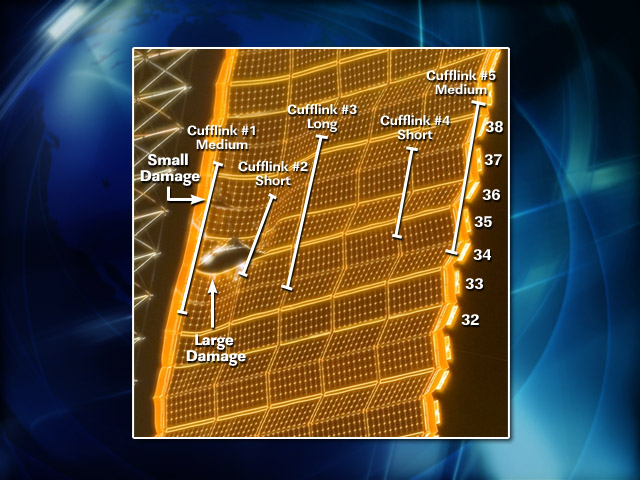
Immagine del posizionamento dei cinque cufflink

Dopo il risveglio gli equipaggi della stazione e dello Shuttle hanno iniziato i preparativi per la quarta passeggiata spaziale, che è iniziata alle 10:03 UTC. Dopo essersi agganciato per mezzo del Adjustable portable foot restraint (APFR), Parazynski è stato spostato con il braccio robotico nella postazione di lavoro nei pressi del pannello solare. Procedendo lentamente, e diretto da Wheelock e dal personale di terra, Parazynski ha posizionato cinque cufflink al pannello. In seguito si è allontanato per osservare le procedure di dispiegamento. All'interno della stazione l'equipaggio ha dispiegato il pannello completamente alle 15:23 UTC. Dopo aver effettuato ulteriori ispezioni sugli array 2B e 4B, Parazynski e Wheelock hanno terminato le attività extraveicolari alle 17:22 UTC. Parazynski ha effettuato, con quella del 3 novembre, sette passeggiate spaziale per una durata complessiva di 47 ore e 5 minuti. Wheelock ha completato tre passeggiate spaziali, per un totale di 20 ore, 41 minuti.

### Domenica 4 novembre (13º giorno)

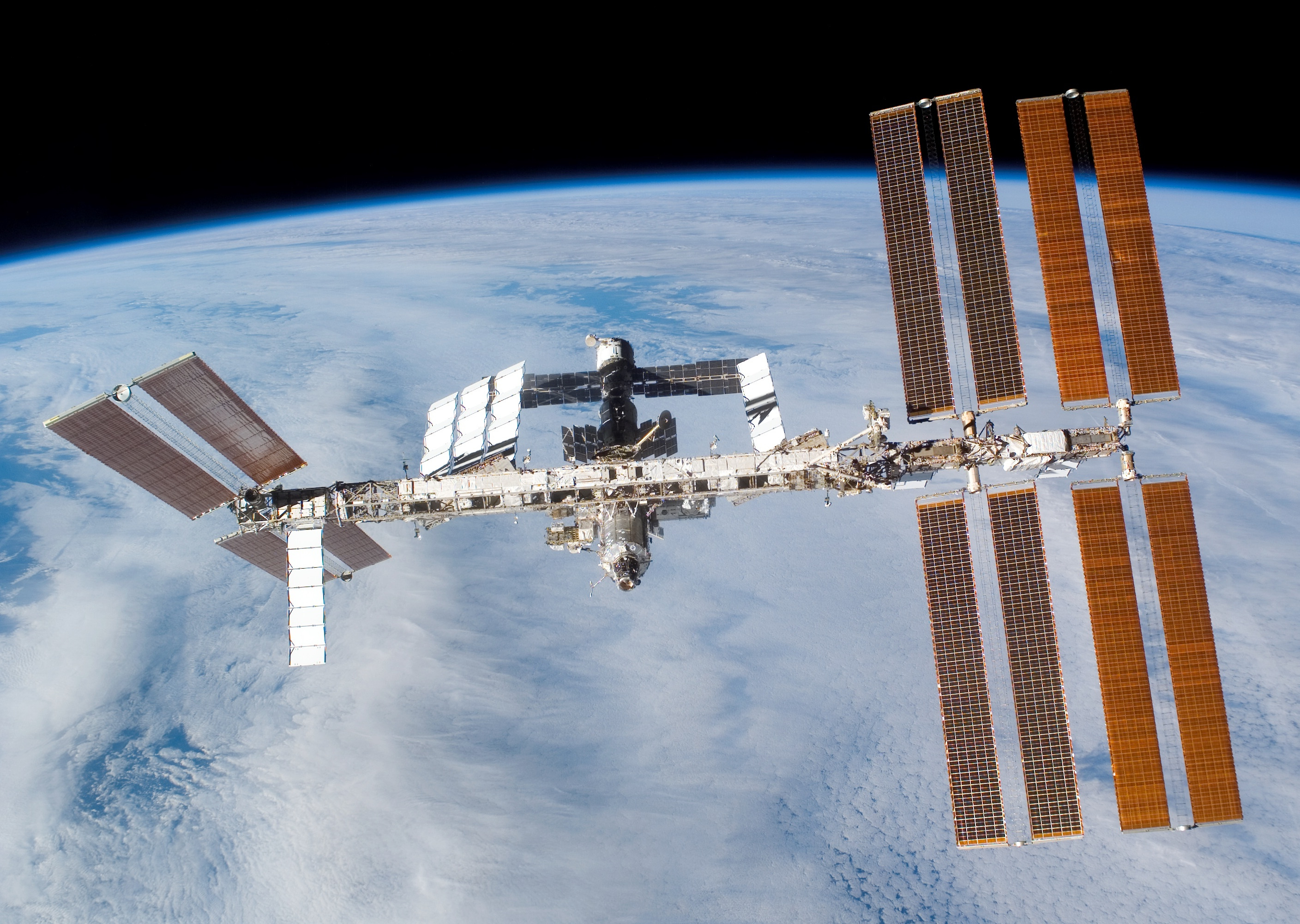
La stazione spaziale internazionale ripresa dopo la partenza dello Shuttle. A destra è visibile il pannello solare P6

Gli astronauti hanno trascorso la giornata trasferendo materiali e riposando in vista della partenza del Discovery di lunedì. Nespoli e Melroy sono stati intervistati dai media italiani nella mattinata. Dopo la tradizionale cerimonia di commiato, i portelli sono stati chiusi alle 20:03 UTC Durante la cerimonia, Anderson ha parlato al team di Terra, esprimendo la sua gratitudine per il supporto durante i 137 giorni di permanenza come membro della Expedition.

### Lunedì 5 novembre (14º giorno)
Nella mattinata è stato preparato il distacco del Discovery dalla stazione spaziale. Alle 10:32 UTC l'orbiter si è staccato senza problemi dal Pressurized Mating Adapter sul laboratorio Destiny e l'equipaggio ha ripreso le immagini della nuova configurazione della stazione. Dopo aver effettuata l'accensione dei propulsori per la separazione definitiva sono iniziate le ispezioni dei bordi anteriori delle ali e del naso dell'orbiter. Queste analisi permettono al personale di terra di dare il via libera per il rientro di mercoledì.

### Martedì 6 novembre (15º giorno)
L'equipaggio del Discovery ha trascorso la giornata nei preparativi per l'atterraggio di mercoledì. Oltre alle normali attività, Melroy e Zamka hanno compiuto un controllo dei sistemi dell'orbiter, tra cui i sistemi di controllo del volo e i reaction control system jets. Nella mattina sono state effettuate interviste con i media e un briefing con il personale di terra per l'accensione che avrebbe fatto uscire dall'orbita lo Shuttle. Melroy ha completato nel pomeriggio la manovra e i responsabili NASA hanno dato il via libera per l'atterraggio dopo aver terminato le analisi dello scudo termico.

### Mercoledì 7 novembre (16º giorno, atterraggio)

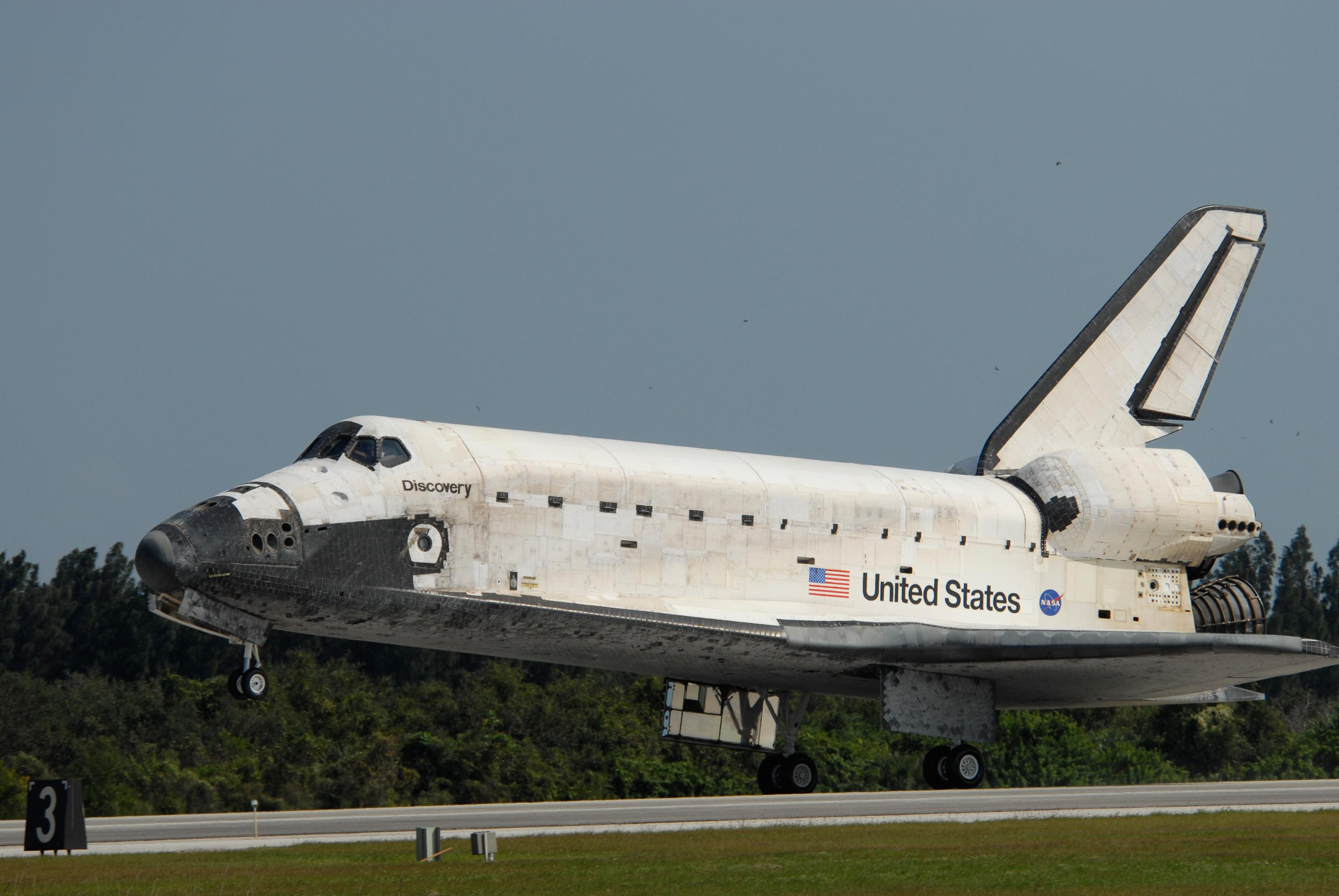
Discovery effettua l'atterraggio al Kennedy Space Center, concludendo la sua missione di 15 giorni che ha portato il modulo Harmony sulla Stazione Spaziale Internazionale

Le condizioni atmosferiche sono state favorevoli per entrambe le opportunità di atterraggio al Kennedy Space Center, quindi non è stato necessario considerare la Edwards Air Force Base e la White Sands come siti alternativi. A causa dell'estensione della missione il rientro è stato effettuato con una traiettoria che ha attraversato diagonalmente gli Stati Uniti, entrando nel territorio statunitense sopra la costa di Vancouver in Canada in direzione della Florida.
Le porte della stiva di carico del Discovery sono state chiuse alle 14:13 UTC e l'equipaggio ha iniziato il "carico dei fluidi" alle 16:00 UTC. Questa procedura prevede l'assunzione di liquidi con alto contenuto di sale per ridurre le probabilità di ipotensione durante il ritorno a Terra. Poco dopo le 16:00 l'equipaggio ha iniziato ad indossare le tute e prendere posto sui sedili. Alle 16:50 UTC l'Entry Flight Director Bryan Lunney ha dato il via libera per effettuare l'accensione. Questa è iniziata alle 16:59 UTC ed è durata un minuto e 53 secondi. In quell'istante lo Shuttle è rivolto in direzione contraria al moto, quindi i motori funzionano come un sistema frenante, diminuendo la velocità.
Il Discovery è entrato nel territorio degli Stati Uniti alle 17:40 UTC e alle 17:53 era situato sopra la Florida mentre viaggiava a una velocità di 5600 km/h a un'altezza di 36 km.
L'orbiter ha toccato la pista 33 alle 13:01:18 EST. La missione è durata complessivamente 15 giorni, 2 ore, 23 minuti e 55 secondi, (la missione più lunga effettuata dal Discovery), per una distanza totale di circa 10 milioni di km.

### Attività extraveicolari
|      | Astronauta                        | Inizio               | Fine      | Durata           | Missione |
| ---- | --------------------------------- | -------------------- | --------- | ---------------- | --- |
| EVA1 | Scott Parazynski Douglas Wheelock | 26 ottobre 10:02 UTC | 16:16 UTC | 6 ore, 14 minuti | Preparazione per l'installazione del modulo Harmony, recupero antenna in banda S, disconnessione linee dei fluidi tra i segmenti P6 e Z1                                                                                |
| EVA2 | Scott Parazynski Daniel Tani      | 28 ottobre 09:32 UTC | 16:05 UTC | 6 ore, 33 minuti | Disconnessione del segmento Z1 dal P6, distacco del segmento P6, configurazione del radiatore del segmento S1, installazione dei corrimano del modulo Harmony. Ispezione del Solar Aplpha Rotary Joint del segmento S4. |
| EVA3 | Scott Parazynski Douglas Wheelock | 30 ottobre 08:45 UTC | 15:53 UTC | 7 ore, 08 minuti | Aggancio del segmento P6 al segmento P5. Connessione P6/P5, riconfigurazione segmento S1, ispezione SARJ. |
| EVA4 | Scott Parazynski Douglas Wheelock | 3 novembre 10:03 UTC | 17:22 UTC | 7 ore, 19 minuti | Ispezione e riparazione del pannello solare P6 |

## Risveglio
Come tradizione per tutti i voli NASA a partire dal Programma Gemini, per ogni giorno di missione, l'equipaggio della STS-120 ascolta un particolare brano musicale scelto da un astronauta, che per lui ha un particolare significato.
- Giorno 2: Lord of the Dance, suonata da John Langstaff, per il comandante Pam Melroy.WAV Archiviato il 25 ottobre 2007 in Internet Archive. MP3 Archiviato il 4 marzo 2016 in Internet Archive.
- Giorno 3: Dancing in the Moonlight di King Harvest, per Daniel Tani. WAV Archiviato il 7 ottobre 2012 in Internet Archive. MP3 Archiviato il 4 marzo 2016 in Internet Archive.
- Giorno 4: Rocket Man di Elton John per Doug Wheelock. WAV Archiviato il 4 marzo 2016 in Internet Archive. MP3 Archiviato il 4 marzo 2016 in Internet Archive.
- Giorno 5: Bellissime Stelle di Andrea Bocelli per Paolo Nespoli. WAV Archiviato il 4 marzo 2016 in Internet Archive. MP3 Archiviato il 4 marzo 2016 in Internet Archive.
- Giorno 6: What a Wonderful World di Louis Armstrong per Scott Parazynski. WAV Archiviato il 29 ottobre 2007 in Internet Archive. MP3 Archiviato il 3 marzo 2016 in Internet Archive.
- Giorno 7: One By One di Wynton Marsalis per Stephanie Wilson.WAV Archiviato il 3 marzo 2016 in Internet Archive. MP3 Archiviato il 30 ottobre 2007 in Internet Archive.
- Giorno 8: Malagueña Salerosa dei Chingon per George Zamka. WAV Archiviato il 3 marzo 2016 in Internet Archive. MP3 Archiviato il 4 marzo 2016 in Internet Archive.
- Giorno 9: Nel Blu Dipinto di Blu di Domenico Modugno, per Nespoli. WAV Archiviato il 3 marzo 2016 in Internet Archive. MP3 Archiviato il 3 marzo 2016 in Internet Archive.
- Giorno 10: The Lion Sleeps Tonight di Robert John, per tutto l'equipaggio. WAV Archiviato il 4 marzo 2016 in Internet Archive. MP3 Archiviato il 4 marzo 2016 in Internet Archive.
- Giorno 11: World dei Five for Fighting per Wheelock. WAV Archiviato il 16 febbraio 2008 in Internet Archive. MP3 Archiviato il 4 marzo 2016 in Internet Archive.
- Giorno 12: Star Wars Theme di John Williams per Parazynski. WAV Archiviato il 3 marzo 2016 in Internet Archive. MP3 Archiviato il 3 marzo 2016 in Internet Archive.
- Giorno 13: The Presence of the Lord scritta da Kurt Carr, eseguita da Byron Cage per Wilson. WAV Archiviato il 4 marzo 2016 in Internet Archive. MP3 Archiviato il 3 marzo 2016 in Internet Archive.
- Giorno 14: Roll Me Away di Bob Seger per Zamka. WAV Archiviato il 3 marzo 2016 in Internet Archive. MP3 Archiviato il 16 febbraio 2008 in Internet Archive.
- Giorno 15: Space Truckin'  dei Deep Purple per Clayton Anderson. WAV Archiviato il 3 marzo 2016 in Internet Archive. MP3 Archiviato il 16 febbraio 2008 in Internet Archive.
- Giorno 16: Chitty Chitty Bang Bang di Richard M. Sherman e Robert B. Sherman per il comandante Pam Melroy. WAV Archiviato il 4 marzo 2016 in Internet Archive. MP3 Archiviato il 16 febbraio 2008 in Internet Archive.

## Missione di riserva

### STS-320
STS-320 è la sigla assegnata agli Equipaggi di Supporto (Contingency Shuttle Crew Support) pronti al lancio in caso di guasti alla missione STS-120. La missione di soccorso è analoga alla missione STS-122 modificata. Se fosse stato necessario la missione sarebbe stata lanciata entro il 5 gennaio 2008. L'equipaggio è costituito da un gruppo di quattro astronauti della missione STS-122.